# 長井真琴

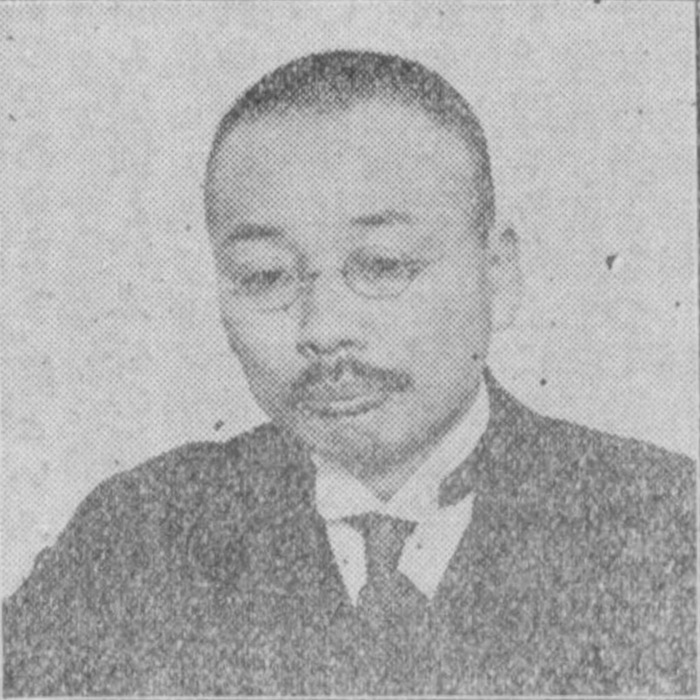
1928年ごろ

長井 真琴（ながい まこと、1881年〈明治14年〉7月28日 - 1970年〈昭和45年〉8月8日）は、日本の仏教学者。学位は、文学博士（東京帝国大学）。福井県丹生郡殿下村（現福井市）出身。浄土真宗高田派勝鬘寺の長井真応住職の長男。真向法創始者長井津、海軍少将長井満は実弟。長男に仏教学者長井真先、四女に鎌倉女子大学学園主松本紀子、次男に東京大学名誉教授長井善見。姪孫に仏教学者佐々木閑。

## 略歴
日本におけるパーリ語仏典研究の草分けと評される。1924年（大正13年）、高楠順次郎らとパーリ語仏典の律の注釈書『サマンタパーサーディカー』の校訂に着手し、30年をかけて完成させている。NHKのパーリ語のラジオ講座も担当した。その間、1934年（昭和9年）には母校東京帝大の教授となる。1940年（昭和15年）、乞われて中央商業学校の校長を兼ねるが、現職の大学教授が私立学校の校長になるのはきわめて異例のことであった。1942年東京帝大を定年退官。
戦後、日本大学・東洋大学・京浜女子大学教授、国際宗教研究所名誉理事長を歴任。1951年（昭和26年）中央商科短期大学学長。1952年（昭和27年）9月、東京・築地本願寺における第二回世界仏教徒会議では副総裁を務め、1954年（昭和29年）には全日本仏教会副総裁となる。1955年（昭和30年）2月紫綬褒章受章。翌1956年（昭和31年）2月、日本及びカンボジア両国の友好関係に寄与した功績により、カンボジア国よりモニサラホン四等勲章を授けられる。5月、ビルマ・ラングーンにおいて開かれた仏教編集事業完成と仏紀2500年を記念する式典に日本政府代表として出席、国賓として迎えられた。1957年1月、セイロンで開かれた仏紀2500年記念式典にも日本仏教徒代表団の団長として出席し、やはり国賓として遇された。主著『根本仏典の研究』、『戒律の根本』など。

## 著書
- 『釈迦牟尼と其教義』玉村書店、1920年。
- 『根本仏典の研究』天地書房、1922年。
- 『仏陀伝』新光社、1923年。
  - 『仏陀伝 再版』甲子社書房、1924年。
- 『戒律の根本 巴・漢・和・対訳 比丘波羅提木叉』丙午出版社、1929年。
  - 『戒律の根本(比丘波羅提木叉) : 巴・漢・和・対訳』国書刊行会、1975年。
- 『独習巴利語文法』丙午出版社、1930年。
  - 『独習巴利語文法』山喜房仏書林、1954年。
- 『仏教と人生』大雄閣、1931年。
- 『心の経済』光融館書店、1934年。
- 『釈迦伝』（東京帝大仏教青年会編）三省堂〈青年仏教叢書 第1編〉、1935年。
- 『梵網経 聖典講義』日本放送出版協会, 1935年
- 『南方所伝仏典の研究』中文館、1936年。
  - 『南方所伝仏典の研究』国書刊行会、1975年。

- 『仏教生活法 附録・釈迦一代紀』大東出版社〈新時代の仏教叢書 第5巻〉、1939年。
- 『南方共栄圏の仏教』前野書店〈日本仏教鑽仰会叢書〉、1942年。
- 『心の糧とその藥』民主會本部〈民主會叢書〉、1947年。
- 『佛教を活かすもの』大蔵出版〈ピタカ叢書〉、1949年。
- 「サマンタパーサディカ その校訂とローマ字化」『読書春秋』第4巻第4号、春秋会、1953年4月1日、2-3頁。
- 『仏教戒律の真髄 梵網経講話』大蔵出版、1958年。

共著
- 『仏典講話 2』（赤沼智善共著）東方書院〈仏教文庫27〉、1931年。

### 校注・訳
- 『巴利伝訳法句経』世界文庫刊行会, 1924
- 『弘法大師集』 (大日本文庫 仏教篇) 校. 春陽堂, 1936
- 平田篤胤『出定笑語』校註  日本先哲叢書 広文堂書店, 1936
- 『法然上人集』(大日本文庫 仏教篇) 校. 大日本文庫刊行会, 1939
- 『道元禅師集』 (大日本文庫 仏教篇) 校. 大日本文庫刊行会, 1942
- 『ダンマパダ 法句経』訳. 玄同社, 1948

### 回想記
- 『東方学回想 Ⅲ　学問の思い出〈1〉』（刀水書房、2000年）、座談会での回想を収録。